# Roeboides dientonito
Roeboides dientonito är en fiskart som beskrevs av Schultz, 1944. Roeboides dientonito ingår i släktet Roeboides och familjen Characidae. Inga underarter finns listade i Catalogue of Life.